# Trisetum thospiticum
Trisetum thospiticum är en gräsart som beskrevs av Jindřich Chrtek. Trisetum thospiticum ingår i släktet glanshavren, och familjen gräs. Inga underarter finns listade i Catalogue of Life.